# Indominus rex
Indominus rex är en fiktiv dinosaurie som förekommer i filmerna Jurassic World och Jurassic World: Fallen Kingdom. I filmerna är Indominus Rex en vit Tyrannosaurus-liknande hybrid-dinosaurie. Den skapades huvudsakligen av Tyrannosaurus-dna och Velociraptor-dna och ett flertal andra arter. 

## Storlek
Indominus är ett rovdjur som är 6,1 meter hög, 15,2 meter lång och väger 8 ton.

## Historia

### Jurassic World
I Jurassic Worlds Indominus-inhägnad skapades två Indominus, men den ena åt upp den andra.
Tre veckor innan Indominus-inhägnaden var öppen för allmänheten besökte Simon Maserani den. Vid den tiden var Indominus inte fullvuxen, och var bara 12,2 meter lång. Simon bad Claire Dearing att rådfråga Owen Grandy för att se om han var intresserad av att ta ett jobb som krävde att han inspekterade inhägnaden för sårbarheter efter att han och Claire sett rivmärken i glaset.
Samma dag lyckades Indominus hindra att värmekamerorna avläste hennes kroppsvärme, tack vare grod-DNA hon hade. Hon lämnade också klomärken på väggen för att få dem att tro att hon hade klättrat över väggen. När Owen Grandy, paddockövervakaren Nick Letting och arbetaren Nick Kilgore kom in för att undersöka den skadade inhägnaden, kom Indominus fram och sprang efter dem. Hon åt upp Kilgore medan hon fortfarande var i inhägnaden, hon sprang sedan ut genom porten som inte var riktigt stängd än och åt upp Letting, men Owen klarade sig. 
Hennes flykt rapporterades inte till besökarna eftersom Simon Maserani trodde att Asset Containment Unit (ACU) skulle lyckas följa henne genom sin spårare och fånga henne. Indominus tog sig söderut om sin inhägnad, hon lyckades klösa ur sin spårare tillsammans med lite kött som fortfarande satt kvar på den. Hon gömde sig bland buskarna genom att kamouflera sig tack vare DNA:t från en bläckfisk i henne, men kom sedan fram och dödade de flesta som jagade henne.
Hon hittade sedan bröderna Gray och Zach Mitchell som observerade fyra Ankylosaurus. Efter att hon hade dödat en av dem attackerade hon gyrosfären som bröderna satt i, men fastnade med tänderna i den. Hon lyfte den med tänderna flera gånger för att försöka bli fri, och den kvarvarande brodern hoppade ur den skadade gyrosfären och flydde jagad av Indominus. Han kom fram till ett vattenfall och hoppade nerför det, då gick Indominus iväg. Sedan observerade Claire och Owen fem döda Apatosaurus. De var dödade av Indominus, vilket tydde på att hon dödade för nöjes skull och inte för att äta. Ett tag senare upptäckte Indominus Claire och Owen i ruinerna av Jurassic Parks gamla besökcenter. Hon låtsades först inte märka dem, men bröt sig sedan in genom taket. Hennes jakt slutade när hon såg en helikopter styrd av Simon Maserani ovanför henne. Hon sprang då in genom glaset till Jurassic World Aviary och skrämde iväg alla Pteranodon och Dimorphodon där inne, sedan fortsatte hon sin vandring efter att helikoptern störtat och exploderat av en flygattack. 
Den natten hittade Velociraptorerna henne, men istället för att attackera henne kommunicerade de med varandra, och Indominus övertalade dem att attackera människorna i närheten. Raptorerna lydde sin nya ledare och attackerade människorna. Senare mötte hon Owen, Claire, Zach, Gray och raptorerna som återfått sitt förtroende för Owen som ledare. När flockens ledare, Blue, skriker mot Indominus kastar hon henne mot en väg och Blue ser ut att vara död, sedan dödar hon de andra raptorerna.  Då släpper Claire utan parkens kung, Tyrannosaurusen döpt till Rexy. När striden hållit på ett tag och Indominus fått ner Rexy på marken och just skall döda honom kom Blue springande och attackerade Indominus igen, då återhämtade sig Rexy och gick åter med i striden, efter en lång strid blev Indominus till slut uppäten av parkens Mosasaurus som drog ner henne i sin lagun.

### Jurassic World:Fallen Kingdom
I Jurassic World:Fallen Kingdom syns hon bara som ett skelett i Mosasaurusens lagun, senare skapas en ny hybrid av Indominus och Velociraptor, Indoraptor.